# 絹川麗
絹川 麗（きぬかわ れい） は、神奈川県出身の女性モデル、女優 である。以前はケッケコーポレーションに所属していた。元夫はお笑いコンビ・スパローズの森田悟。

## 来歴
- 調理師学校を卒業後、六本木のイタリアンレストランにて修行[2]。
- 2003年：Yellowcornレースクイーン
- 2004年：NTV恋のから騒ぎ 11期生
- 2005年：FK massimoレースクイーン
- 2006年：オートサロンイメージガール「A-class」（他のメンバーは、内田さやか、西村紗也禾、松林菜々見）
- 2007年：F1グランプリ 上海ラウンド ポルシェカレラカップ レースクイーン
- ロックバンド「RawSugar」を組み、歌手としても活動していた。
- ミュージカルで共演した唐沢美帆とはプライベートでも仲良しとのこと。
- 2007年4月より、及川奈央の自然体にもほどがあるのレギュラーアシスタントを、2年4か月務め、GyaOジョッキー廃局による休止期間の後、2011年7月より及川奈央の自然体にもほどがある2のレギュラーアシスタントとして復帰した。
- 2008年7月より、THE OUTSIDERのラウンドガールを務め、同大会のラウンドガールとしては最古参だったが、2014年4月6日試合後の乱闘に巻き込まれ重傷を負ったことが契機となり降板。
- 一時期活動休止していたが、2015年より主に舞台女優として活動。
- 2016年、交際5年を経て森田悟と結婚したが、2021年に離婚。
- 2021年10月、妹と「おふぃすごはん絹川」を設立。きぬ川が展開する全てのメニュー開発、レシピ考案、調理を担当する[2]。

## 人物

### 趣味・特技
- 趣味：舞台・映画鑑賞、料理
- 特技：ピアノ、フィギュアスケート、一輪車(全国13位)

### 資格・免許
資格：第一種普通自動車運転免許、調理師

### 家族
- 四姉妹の三女である。2020年11月に妹と会社を立ち上げ、弁当屋を経営している。
- 実家は鎌倉市[3]。

## エピソード
- 視力は良いがGyaOジョッキーでは眼鏡キャラで活躍。

## 出演

### TV
- 恋のから騒ぎ 11期生（2004年、日本テレビ系）
- 東京オートサロン2006（2006年、MONDO21）
- 大河ドラマ 『龍馬伝』 第4話 「江戸の鬼小町」 (放映 2010年1月24日、NHK) - 飯盛女 役
- 『家政夫のミタゾノ』第2話記者役 第3話家政婦役

### 舞台
- ミュージカル『僕らのかわいい女神様!〜GRAFI』(2006年3月1日-2日、郡司行雄、シアターアプル) - 主演：マリアナ 役
- ミュージカル『GANg 2006』(2006年10月8日-9日、福田陽一郎/シアターアプル) - ランラン（白組）役（唐沢美帆とのダブルキャスト）
- ミュージカル『CHANCE 2007』(2007年4月14日-15日、セシオン杉並ホール) - キャシー 役
- 環境ミュージカル ミュージカルファンタジー『LOVE 2008 〜真夏の夜の夢〜』(2008年8月4日-5日、ウィリアム・シェイクスピア/郡司行雄、かめありリリオホール) - ヘレナ 役
- ミュージカルファンタジー『LOVE 2010 〜真夏の夜の夢〜』(ウィリアム・シェイクスピア/ムーブ町屋) - ヘレナ役
- 『漂流劇』(2011年3月9日-13日[* 1]、多田明日香、アクアスタジオ) - ユウコ役
- ファミリーミュージカル『GANG〜がんばれタイガー！』2011 (成城ホール) - ランラン 役
- 『ALICE〜不思議の国の物語〜』 (2013年2月14-17日、銀座みゆき館劇場) - アリス 役
- LIBERUSプロデュース 東京ギロティン倶楽部第一回公演『東京奇人博覧会』 (2013年4月17日-21日、原作・主演 鳥居みゆき、作 住田拓英/ゴージャス村上、全労済ホールスペース・ゼロ) - ナターシャ 役
- 『新・贋作水滸伝 - Heroes』 (2013年5月15-19日、久松真一/宇治川まさなり、池袋あうるすぽっと) - 秀玲 役
- 『夏の終わりに』 (2013年12月2日-8日、成瀬活雄、CBGKシブゲキ!!) - 伊東亜衣役
- ボクらの罪団 初犯公演『プレイ』(2014年7月22日-27日、高橋俊次、テアトルBONBON) - 潤海役
- ボクらの罪団 第二犯公演『ディスプレイ』 (2015年4月7日-12日、高橋俊次、萬劇場)-高木レイカ役
- 劇団FULMONTY 第12回本公演『OLD NEON〜伝説の夜編〜』 (2015年5月27日-31日、中路貴之、池袋シアターグリーン BIG TREE THEATER)-美咲蘭役
- ミュージカルファンタジー『真夏の夜の夢〜LOVE 2015』(2015年8月18日-20日、ウィリアム・シェイクスピア、ムーブ町屋)-タイテーニア役
- チョコレイト旅団 第6回公演『傷つくな、鮮やかに浮遊せよ』(2015年9月18日-22日、田光葵/浮谷泰史、てあとるらぽう)-アリサ役
- ボクらの罪団 単毒LIVE2015〜(高橋俊次、TACCS1179(俳協ホール))
- SOLID STARプロデュース 東京ギロティン倶楽部第二回公演『幸福論』 (2015年11月18日-23日、住田拓英/藤原佳奈、新宿村LIVE)シルビア役
- 劇団チキンハート6回目本公演 房総学園シリーズ第四弾!!...『房総学園七不思議〜この世で一番強いヤツ〜』(2015年12月2日-14日、安本文哉/大山晃一郎、新宿シアターモリエール)モナ・リザ役
- マニンゲンプロジェクト vol.11『マリー！マリー！マリー！ 〜台風の夜に川を見に行く〜』(2016年1月13日-17日、町田一則、下北沢「劇」小劇場)竹本小百合役
- ボクらの罪団第３犯公演『リプレイ』(シアターグリーンBOXinBOXtheater)ミヅキ役
- 直也の会『法師ノ旅 空ノ彼方』(両国シアターχ)キョウ/マリモ役
- 直也の会WS公演『エレクトラ』(参宮橋トランスミッション)クリュタイムネストラ役
- 劇団ライオン・パーマ『さらば、ブラックローズ』(萬劇場)ブラックローズ役
- AWG「カウント2.9！」（2018年7月26日 - 7月29日、新木場1stRING）

### インターネット
- 及川奈央の自然体にもほどがある (2007年4月24日 - 2009年8月28日、GyaOジョッキー) - レギュラー
- GyaO@アイドルオンエア (GyaO) - 不定期
- ラウンドエンジェル宮下＆絹川のテンカウント。～時々 岡田～ (2010年11月14日 - 2011年3月27日、あっ!とおどろく放送局) - レギュラー
- 〜チャンネル「ニコジョッキー」開設記念〜 2時間まるごと『ニコジョッキー始まるよスペシャル！！』 (2011年7月5日、ニコニコ生放送)
- チャンネル「ニコジョッキー」開設記念スペシャル！ 第1部 ズラサンミーティング！ (2011年7月8日、ニコニコ生放送)
- 及川奈央の自然体にもほどがある2 (2011年7月14日 - 2014年9月18日、ニコジョッキー) - レギュラー
- 〜ニコジョッキー感謝祭!〜公開生放送だよ!2時間特別番組『告っちゃスペシャル!!』 (2011年12月30日、ニコジョッキー)
- ニコジョ学園2年B組 (2012年2月20日 - 7月16日、ニコジョッキー) - レギュラー（副担任）
- 絹川麗のええかげんにもほどがある2 (2012年9月27日 -2014年9月18日、ニコジョッキー) - レギュラーMC
- ジョッキーランキング!!〜ニコジョッキー番組視聴数ランキング発表!!〜 (2013年1月9日,4月3日、ニコジョッキー) - アシスタント
- ニコジョッキー年末特番〜告っちゃスペシャル Vol.3〜 (2013年12月27日、ニコジョッキー)

### その他
- THE OUTSIDER (ラウンドガール、2008年7月 - 2014年4月)
- 『グレイテスト・ボクシング』ラウンドガール
- 『RINGS』ラウンドガール
- キタック電子工業『アイムジャグラー』イメージガール
- 『スポーツオーソリティ』モデル
- 2010年『WIRE』出演(横浜アリーナ)
- 『東京オートサロン2012』「歴代イメージガールトークショー」（2012年1月14日、幕張メッセ）
- 看板市場 看板娘第5弾『現場で働くいい女』（2013年11月 - ）[4]
- Vシネマ『むこうぶち12』-ホステスA役
- 自由ヶ丘短編映画『いないいないばぁ』ノグチ役
- CAPCOM CM『ゴットハンドマン』ギャル役
- タイヤハウス『マシコ』CM
- インテルWebCM『2in1 Office篇』(2016年12月-)
- ２０１０ ライフエンターテーメントマガジン[saramu]表紙・巻頭インタビュー
- HEIWA　CR『ドキッ！丸ごと水着女だらけの水泳大会～アイドルだらけで困っちゃうング！！！～』出演

## DVD
- Ray〜光線〜（2010年5月4日発売・BUQH-015）[5]

## A-classとしての活動
写真集
- ギャルズ・パラダイス特別編集「オートサロンイメージガールA-classスペシャル!」（2006年1月・三栄書房）

DVD
- SHINING☆STAR! 〜A-class THE MOVIE〜 （2006年1月11日発売・avex trax）

CD
- TOKYO AUTOSALON presents EVOLUTION #02 （2005年12月7日発売・avex trax）　曲名『SHINING☆STAR!』